# Nagylózs
Nagylózs je obec v okresu Sopron v župě Győr-Moson-Sopron v Maďarsku.

## Historie

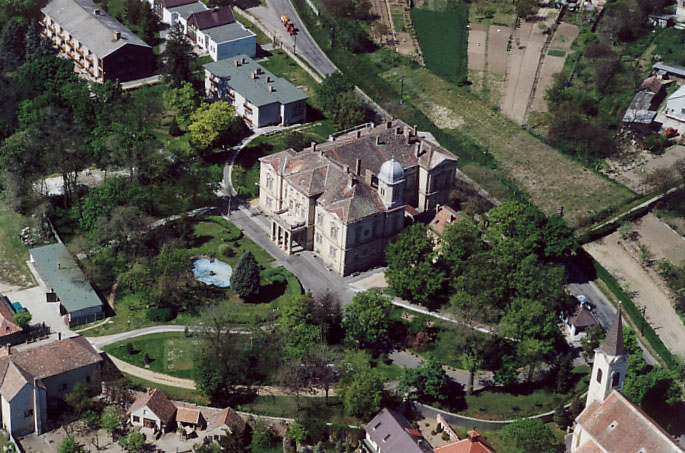
Hrad Solymosy

Od roku 254 do 383 žili v okolí vesnice Římané. První zmínka o vesnici pochází z roku 1264. V červenci 1273 zde bojovali vojáci českého krále Přemysla Otakara II. Od tehdejšího uherského krále Zikmunda Lucemburského získala obec, roku 1431, právo pořádat trhy.
Roku 1454 bylo Nagylózs zničeno a vypáleno husity. V roce 1700 tu byl postavený kostel svatého Vavřince. Obec postihla roku 1711 morová nákaza. Roku 1769 vyhořela polovina města. znovu vyhořela ještě roku 1863.
Pošta zde byla založena roku 1882. Sbor dobrovolných hasičů roku 1888